# 雷莎出击
《雷莎出击》是Quintet开发，艾尼克斯（现史克威尔艾尼克斯）于1990年在超级任天堂平台发行的动作类城市建造游戏。游戏结合传统的横向卷轴平台与上帝游戏城市规划部分。续作《雷莎出擊2 沉默的聖戰》則刪除城市建造部份而轉為純動作類遊戲与1993年在超级任天堂发行。2007年《雷莎出击》在Wii的Virtual Console服务发布。欧洲2004年还有发行移动电话版。